# Valtellina
Valtellina (Duits: Veltlin) is een bergdal in Noord-Italië, dat het grootste deel van de provincie Sondrio in beslag neemt. De lengte van het dal is ongeveer 119 kilometer. Het hoofddal is uitgesleten door de rivier de Adda waarvan de bron nabij de Passo Alpisella ligt en die via het Comomeer afwatert op de Po. De naam van de vallei is waarschijnlijk verbonden met die van het dorp Teglio. Valtellina telt vele zijdalen, waarvan de belangrijkste Val Malenco, Valdidentro, Val Poschiavo en Valfurva zijn.
Het laagste deel tussen het Comomeer en de stad Sondrio is dichtbevolkt en geïndustrialiseerd. Op de berghellingen in het centrale deel van Valtellina vindt veel wijnbouw plaats. Ten oosten van Tirano is het dal smaller en ruiger. Dit deel is dunbevolkt. Hier vond in 1987 een grote bergverschuiving plaats als gevolg waarvan enkele gehuchten verpletterd werden. De doorgaande weg loopt hier nu veilig door een lange tunnel in de bergen. Het hoogste deel van het dal maakt deel uit van het nationale park Stelvio.
Valtellina is door een aantal bergpassen verbonden met andere valleien; enkele daarvan behoren tot de hoogste van Europa. De Stelviopas (2758 m) verbindt het dal met het Duitstalige Val Venosta (Vinschgau) in Zuid-Tirol, de Gaviapas (2621 m) en Apricapas (1176 m) leiden naar  Val Camonica, de Foscagno- en Eirapas (2291 m) naar het belastingvrije Livigno en de San Marcopas (1992 m) naar Val Brembana. De spoorlijn vanuit Milaan loopt naar Tirano. In deze plaats begint tevens de Zwitserse spoorlijn die via de Berninapas (2330 m) naar Sankt Moritz gaat.

## Belangrijkste plaatsen
- Morbegno (11.433 inw.)
- Sondrio (21.790 inw)
- Tirano (9136 inw.)
- Bormio (4088 inw)

## Hoogste bergtoppen
- Piz Bernina (4049 m)
- Gran Zebrù (3851 m)
- Monte Cevedale (3757 m)
- Monte Disgrazia (3678 m)